# Coppa Davis 2014 Zona Euro-Africana Gruppo III - Europa
Il Gruppo III della Zona Europa (Europe Zone) è il terzo e ultimo livello di competizione della zona Europa/Africa, una delle tre divisioni zonali della Coppa Davis 2014. I due vincitori sono ammessi al Gruppo II della Coppa Davis 2015.

## Nazioni partecipanti
- Albania
- Armenia
- Estonia
- Georgia
- Islanda
- Liechtenstein

- Macedonia del Nord
- Malta
- Montenegro
- San Marino
- Turchia
- Ungheria

## Formula
Le dodici nazioni partecipanti vengono suddivise in quattro gironi da tre squadre, in cui ciascuna squadra affronta le altre incluse nel proprio girone (Pool). Le prime in classifica di ciascun girone si qualificano allo spareggio finale, da cui le due nazioni vincenti vengono promosse al Gruppo II.

## Pool
- Sede: Gellért Szabadidőközpon, Seghedino, Ungheria (Terra rossa, Outdoor)
- Periodo: 7-10 maggio 2014

|   | Pool A (Dettagli)   | Ungheria (bandiera) | Liechtenstein (bandiera) | Armenia (bandiera) |
| 1 | Ungheria (2-0)      |                     | 3-0                      | 3-0                |
| 2 | Liechtenstein (1-1) | 0-3                 |                          | 2-1                |
| 3 | Armenia (0-2)       | 0-3                 | 1-2                      |                    |

|   | Pool B (Dettagli)        | Macedonia del Nord (bandiera) | Malta (bandiera) | Albania (bandiera) |
| 1 | Macedonia del Nord (2-0) |                               | 3-0              | 3-0                |
| 2 | Malta (1-1)              | 0-3                           |                  | 3-0                |
| 3 | Albania (0-2)            | 0-3                           | 0-3              |                    |

|   | Pool C (Dettagli) | Georgia (bandiera) | Montenegro (bandiera) | Islanda (bandiera) |
| 1 | Georgia (2-0)     |                    | 3-0                   | 3-0                |
| 2 | Montenegro (1-1)  | 0-3                |                       | 3-0                |
| 3 | Islanda (0-2)     | 0-3                | 0-3                   |                    |

|   | Pool D (Dettagli) | Turchia (bandiera) | Estonia (bandiera) | San Marino (bandiera) |
| 1 | Turchia (2-0)     |                    | 2-1                | 3-0                   |
| 2 | Estonia (1-1)     | 1-2                |                    | 3-0                   |
| 3 | San Marino (0-2)  | 0-3                | 0-3                |                       |

### Spareggi promozione
| Ungheria 2 | Gellért Szabadidőközpon, Seghedino, Ungheria 10 maggio 2014 Terra rossa (outdoor) | Gellért Szabadidőközpon, Seghedino, Ungheria 10 maggio 2014 Terra rossa (outdoor) | Georgia 0 |     |   |             |
| \| \| \| \| 1 \| 2 \| 3 \| \| \| - \| \| ----------------------------------------------------------------------- \| --- \| --- \| - \| ----------- \| \| 1 \| \| Gergely Madarász George Tsivadze \| 7 5 \| 6 0 \| \| \| \| 2 \| \| Márton Fucsovics Aleksandre Metreveli \| 6 1 \| 6 1 \| \| \| \| 3 \| \| Márton Fucsovics / Levente Gödry Aleksandre Metreveli / George Tsivadze \| \| \| \| non giocato \| |                                                                                   |                                                                                   |           |     |   |             |
| |                                                                                   |                                                                                   | 1         | 2   | 3 |             |
| 1 | Ungheria (bandiera) · Georgia (bandiera)                                          | Gergely Madarász George Tsivadze                                                  | 7 5       | 6 0 |   |             |
| 2 | Ungheria (bandiera) · Georgia (bandiera)                                          | Márton Fucsovics Aleksandre Metreveli                                             | 6 1       | 6 1 |   |             |
| 3 | Ungheria (bandiera) · Georgia (bandiera)                                          | Márton Fucsovics / Levente Gödry Aleksandre Metreveli / George Tsivadze           |           |     |   | non giocato |

| Macedonia 0 | Gellért Szabadidőközpon, Seghedino, Ungheria 10 maggio 2014 Terra rossa (outdoor) | Gellért Szabadidőközpon, Seghedino, Ungheria 10 maggio 2014 Terra rossa (outdoor) | Turchia 2 |      |     |             |
| \| \| \| \| 1 \| 2 \| 3 \| \| \| - \| \| --------------------------------------------------------------- \| --- \| ---- \| --- \| ----------- \| \| 1 \| \| Tomislav Jotovski Cem İlkel \| 4 6 \| 7 62 \| 4 6 \| \| \| 2 \| \| Dimitar Grabul Marsel İlhan \| 5 7 \| 6 3 \| 4 6 \| \| \| 3 \| \| Dimitar Grabul / Tomislav Jotovski Baris Erguden / Marsel İlhan \| \| \| \| non giocato \| |                                                                                   |                                                                                   |           |      |     |             |
| |                                                                                   |                                                                                   | 1         | 2    | 3   |             |
| 1 | Macedonia (bandiera) · Turchia (bandiera)                                         | Tomislav Jotovski Cem İlkel                                                       | 4 6       | 7 62 | 4 6 |             |
| 2 | Macedonia (bandiera) · Turchia (bandiera)                                         | Dimitar Grabul Marsel İlhan                                                       | 5 7       | 6 3  | 4 6 |             |
| 3 | Macedonia (bandiera) · Turchia (bandiera)                                         | Dimitar Grabul / Tomislav Jotovski Baris Erguden / Marsel İlhan                   |           |      |     | non giocato |

### Spareggi V-VIII posto
| Liechtenstein 0 | Gellért Szabadidőközpon, Seghedino, Ungheria 10 maggio 2014 Terra rossa (outdoor) | Gellért Szabadidőközpon, Seghedino, Ungheria 10 maggio 2014 Terra rossa (outdoor) | Montenegro 3 |     |   |  |
| \| \| \| \| 1 \| 2 \| 3 \| \| \| - \| \| ------------------------------------------------------------------ \| --- \| --- \| - \| \| \| 1 \| \| Timo Kranz Pavle Rogan \| 3 6 \| 5 6 \| \| \| \| 2 \| \| Vital Flurin Leuch Ljubomir Čelebić \| 1 6 \| 0 6 \| \| \| \| 3 \| \| Vital Flurin Leuch / Christian Meier Igor Saveljić / Ivan Saveljić \| 2 6 \| 3 6 \| \| \| |                                                                                   |                                                                                   |              |     |   |  |
| |                                                                                   |                                                                                   | 1            | 2   | 3 |  |
| 1 | Liechtenstein (bandiera) · Montenegro (bandiera)                                  | Timo Kranz Pavle Rogan                                                            | 3 6          | 5 6 |   |  |
| 2 | Liechtenstein (bandiera) · Montenegro (bandiera)                                  | Vital Flurin Leuch Ljubomir Čelebić                                               | 1 6          | 0 6 |   |  |
| 3 | Liechtenstein (bandiera) · Montenegro (bandiera)                                  | Vital Flurin Leuch / Christian Meier Igor Saveljić / Ivan Saveljić                | 2 6          | 3 6 |   |  |

| Malta 1 | Gellért Szabadidőközpon, Seghedino, Ungheria 10 maggio 2014 Terra rossa (outdoor) | Gellért Szabadidőközpon, Seghedino, Ungheria 10 maggio 2014 Terra rossa (outdoor) | Estonia 2 |     |   |  |
| \| \| \| \| 1 \| 2 \| 3 \| \| \| - \| \| ------------------------------------------------------------------------ \| --- \| --- \| - \| \| \| 1 \| \| Matthew Asciak Anton Pavlov \| 6 2 \| 6 1 \| \| \| \| 2 \| \| Bernard Cassar Torregiani Vladimir Ivanov \| 5 7 \| 1 6 \| \| \| \| 3 \| \| Matthew Asciak / Bernard Cassar Torregiani Mikk Irdoja / Vladimir Ivanov \| 4 6 \| 3 6 \| \| \| |                                                                                   |                                                                                   |           |     |   |  |
| |                                                                                   |                                                                                   | 1         | 2   | 3 |  |
| 1 | Malta (bandiera) · Estonia (bandiera)                                             | Matthew Asciak Anton Pavlov                                                       | 6 2       | 6 1 |   |  |
| 2 | Malta (bandiera) · Estonia (bandiera)                                             | Bernard Cassar Torregiani Vladimir Ivanov                                         | 5 7       | 1 6 |   |  |
| 3 | Malta (bandiera) · Estonia (bandiera)                                             | Matthew Asciak / Bernard Cassar Torregiani Mikk Irdoja / Vladimir Ivanov          | 4 6       | 3 6 |   |  |

### Spareggi IX-XII posto
| Armenia 2 | Gellért Szabadidőközpon, Seghedino, Ungheria 10 maggio 2014 Terra rossa (outdoor) | Gellért Szabadidőközpon, Seghedino, Ungheria 10 maggio 2014 Terra rossa (outdoor) | Islanda 0 |     |   |             |
| \| \| \| \| 1 \| 2 \| 3 \| \| \| - \| \| ---------------------------------------------------------------------- \| --- \| --- \| - \| ----------- \| \| 1 \| \| Ashot Gevorgyan Magnus Gunnarsson \| 6 0 \| 6 0 \| \| \| \| 2 \| \| Mikayel Avetisyan Hinrik Helgason \| 6 2 \| 6 1 \| \| \| \| 3 \| \| Sedrak Khachatryan / Karen Uzunyan Magnus Gunnarsson / Hinrik Helgason \| \| \| \| non giocato \| |                                                                                   |                                                                                   |           |     |   |             |
| |                                                                                   |                                                                                   | 1         | 2   | 3 |             |
| 1 | Armenia (bandiera) · Islanda (bandiera)                                           | Ashot Gevorgyan Magnus Gunnarsson                                                 | 6 0       | 6 0 |   |             |
| 2 | Armenia (bandiera) · Islanda (bandiera)                                           | Mikayel Avetisyan Hinrik Helgason                                                 | 6 2       | 6 1 |   |             |
| 3 | Armenia (bandiera) · Islanda (bandiera)                                           | Sedrak Khachatryan / Karen Uzunyan Magnus Gunnarsson / Hinrik Helgason            |           |     |   | non giocato |

| Albania 0 | Gellért Szabadidőközpon, Seghedino, Ungheria 10 maggio 2014 Terra rossa (outdoor) | Gellért Szabadidőközpon, Seghedino, Ungheria 10 maggio 2014 Terra rossa (outdoor) | San Marino 3 |     |   |  |
| \| \| \| \| 1 \| 2 \| 3 \| \| \| - \| \| -------------------------------------------------------------------- \| --- \| --- \| - \| \| \| 1 \| \| Arber Sulstarova Domenico Vicini \| 1 6 \| 1 6 \| \| \| \| 2 \| \| Genajd Shypheja Marco De Rossi \| 1 6 \| 3 6 \| \| \| \| 3 \| \| Genajd Shypheja / Arber Sulstarova Domenico Vicini / Giacomo Zonzini \| 1 6 \| 2 6 \| \| \| |                                                                                   |                                                                                   |              |     |   |  |
| |                                                                                   |                                                                                   | 1            | 2   | 3 |  |
| 1 | Albania (bandiera) · San Marino (bandiera)                                        | Arber Sulstarova Domenico Vicini                                                  | 1 6          | 1 6 |   |  |
| 2 | Albania (bandiera) · San Marino (bandiera)                                        | Genajd Shypheja Marco De Rossi                                                    | 1 6          | 3 6 |   |  |
| 3 | Albania (bandiera) · San Marino (bandiera)                                        | Genajd Shypheja / Arber Sulstarova Domenico Vicini / Giacomo Zonzini              | 1 6          | 2 6 |   |  |

## Verdetti
- Promosse al Gruppo II:  Ungheria -  Turchia